# ブラスター (防犯用品)
ブラスター（英語: Blaster）は、南アフリカ共和国の発明家カール・フォーリー(Charl Fourie)、ミッシェル・ウォン(Michel Won)夫婦が1998年に開発した防犯用カー用品。

## 概要
南アフリカ共和国では、車の乗っ取り犯罪（カージャック）が2000年前後で年10000件以上も発生しており、治安上大きな問題となってきた。ブラスターはこの現状に対処すべく開発された。
ブラスターは火炎放射器の一種であり、ペダルを用いて操作する。つまり、車の乗っ取りに遭った場合には手を動かすことなく操作が可能である。ペダル動作には凶器を突きつけられ、「ホールドアップ」させられた状態でも気づかれにくく操作できる優位点がある。
動作させるとドア部分の下に取り付けられた火炎放射ノズルから火を噴出させ、犯罪者を「無力化」させることが簡単に行える。

## 構造
燃料供給部・操作ペダル部・ガス供給ライン・火炎放射ノズルから成る。用途に合わせて複数の種類があり、重量は3-9kg程度。小型乗用車からトラックまで対応が可能とされている。
燃料は液化石油ガスを使用する。このタンクは通常、トランクに設置する。ガスラインは車体の下に取り付け、火炎放射ノズルは左右のドア下に配置する。
電気プラグを用いて着火を行う為、瞬時点火が可能。火炎は襲撃者の主に上半身に向かって放射されるが、ノズルは燃料をかなり広範囲に散布することができ。そのため火炎はかなり広範囲に広がることとなる。
襲撃者への攻撃性能は極めて高い一方、自動車内の人員にはほとんど被害が及ばない。そのため極めて優れた防犯性能を有している。
1998年当時の価格は3900ランド（当時の為替相場で約7万8000円）であった。

## その他
発明者によれば、この機器は「犯罪者を殺害することは意図していないが、永久的に失明させるかどうかまでは知ったことではない」という。尚、南アフリカ共和国では生命の危機に晒された場合、自衛の為に武器を用いて相手を殺害することは合法となっており、火炎放射器の個人所有も法的制限の対象となっていない。
ブラスターは南アフリカ共和国外のメディアからは「キワモノ」として扱われ、報道された。はなはだしくは、「公道の安全を推進した」としてイグノーベル賞を受賞するほどであった。
2001年までにブラスターは数百セット程度が売れたのみであった。またこの年、開発者はこれに代えて「パーソナル火炎放射器」を開発し、売り出すこととなった。ブラスターの市場在庫はそのまま放置され、補修部品の供給は無くなった。ブラスターの継続的な使用を望むユーザーにとって、このことは潜在的な問題となった。